# Villaorduña
Villaorduña es un apellido vasco, probablemente originado de la simplificación del apellido originario «Villa de Orduña» (Ciudad de Vizcaya, España).

## Registros Históricos
Perú es el país con más portadores de este apellido, que conforma el 0.015% de la población.
- En 1546 se construyó el primer templo cristiano denominado San Sebastián de Yamos en Huacrachuco, entre los primeros vecinos de la villa estaban los españoles de apellido Villaorduña, Pantoja, Herrera, Carrera, Gamarra, López, de Ocaña y otros.[2]
- Durante la Proclamación de la Independencia en Lima estuvieron presentes Juan Daniel Villaorduña, su primo Julián Herrera y Rigoberto Pantoja, quienes se adhirieron a la causa libertaria y después lograron la realización del histórico acto de jura de la Independencia del Perú en Huacrachuco, el 18 de agosto de 1821.[2]